# Wenera Getowa
Wenera Getowa (bulgarisch Венера Гетова; * 13. Dezember 1980 in Plewen) ist eine bulgarische Diskuswerferin. Ihre persönliche Bestweite ist 59,08 Meter, gemessen im Juni 2008 in Sofia.
Sie nahm an den Olympischen Sommerspielen 2008 und den Weltmeisterschaften 2009 teil.